# 楊如皐
楊如皐，字淑问，號師虞，贵州銅仁人，明朝政治人物、同進士出身。

## 生平
萬歷三十一年（1603年）癸卯科貴州鄉試舉人，三十二年（1604年）聯捷甲辰科進士，三甲一百二十名，由玉田縣知縣征授雲南道監察御史，四十二年长芦巡盐，卒于任。著有《課農瑣記》。